# The Divine Michelangelo
The Divine Michelangelo è una miniserie tv del 2004 diretta da Tim Dunn e Stuart Elliott e basata sulla vita del pittore italiano Michelangelo Buonarroti.